# 1991 SG
1991 SG är en asteroid i huvudbältet som upptäcktes den 29 september 1991 av den australiensiske astronomen Robert H. McNaught vid Siding Spring-observatoriet.
Asteroiden har en diameter på ungefär 13 kilometer och den tillhör asteroidgruppen Veritas.